# Le Mari de mama
Le Mari de mama est une chanson du répertoire de Sheila sortie en 1972, le titre est l'adaptation française de "Mary's Mamma" du groupe néerlandais Drama.

## Historique
Le Mari de mama est un succès de l'année 1972, en France, où il se vend à plus de 200 000 exemplaires.
La chanson aux accents créoles, parle de la vie d'une « mama » et de son époux.
Sheila la chante régulièrement dans ses concerts, lors de medleys[réf. nécessaire].